# Coppa Italia 2011-2012 (hockey in-line)
La Coppa Italia 2011-2012 è stata la 13ª edizione della principale coppa nazionale italiana di hockey in-line. È stata disputata dal 25 settembre al 6 dicembre 2011. 
L'Edera Trieste si è aggiudicato il trofeo per la prima volta nella sua storia sconfiggendo in finale l'Asiago Vipers.

## Partite

### Prima fase a gironi

#### Girone A
Il girone A fu disputato il 25 settembre 2011 a Trieste.
| Squadra        | Pt | G | V | N | P | GF | GS | DG  |
| -------------- | -- | - | - | - | - | -- | -- | --- |
| Edera Trieste  | 6  | 2 | 2 | 0 | 0 | 24 | 7  | +17 |
| Empoli         | 3  | 2 | 1 | 0 | 1 | 17 | 15 | +2  |
| Rhinos Treviso | 0  | 2 | 0 | 0 | 2 | 5  | 24 | -19 |

| Data    | Incontri                     | Risultato |
|         |                              |           |
| 25 set. | Edera Trieste-Rhinos Treviso | 12-2      |
| 25 set. | Empoli-Rhinos Treviso        | 12-3      |
| 25 set. | Edera Trieste-Empoli         | 12-5      |

| Data    | Incontri                     | Risultato |
|         |                              |           |
| 25 set. | Edera Trieste-Rhinos Treviso | 12-2      |
| 25 set. | Empoli-Rhinos Treviso        | 12-3      |
| 25 set. | Edera Trieste-Empoli         | 12-5      |

#### Girone B
Il girone B fu disputato il 25 settembre 2011 a Padova.
| Squadra                   | Pt | G | V | N | P | GF | GS | DG  |
| ------------------------- | -- | - | - | - | - | -- | -- | --- |
| Ghosts Padova             | 6  | 2 | 2 | 0 | 0 | 19 | 5  | +14 |
| Latina                    | 3  | 2 | 1 | 0 | 1 | 15 | 14 | +1  |
| Pattinatori San Benedetto | 0  | 2 | 0 | 0 | 2 | 5  | 20 | -15 |

| Data    | Incontri                       | Risultato |
|         |                                |           |
| 25 set. | Latina-HP San Benedetto        | 10-5      |
| 25 set. | Ghosts Padova-Latina           | 9-5       |
| 25 set. | HP San Benedetto-Ghosts Padova | 0-10      |

| Data    | Incontri                       | Risultato |
|         |                                |           |
| 25 set. | Latina-HP San Benedetto        | 10-5      |
| 25 set. | Ghosts Padova-Latina           | 9-5       |
| 25 set. | HP San Benedetto-Ghosts Padova | 0-10      |

#### Girone C
Il girone C fu disputato il 25 settembre 2011 a Cittadella.
| Squadra 1  | Risultato | Squadra 2      |
| ---------- | --------- | -------------- |
| Cittadella | 17 - 1    | Lepis Piacenza |

#### Girone D
| Squadra 1      | Risultato | Squadra 2 |
| -------------- | --------- | --------- |
| Catania Flames | n.d.      | Ferrara   |

#### Girone E
Il girone E fu disputato il 25 settembre 2011 a Monleale.
| Squadra      | Pt | G | V | N | P | GF | GS | DG  |
| ------------ | -- | - | - | - | - | -- | -- | --- |
| Monleale     | 6  | 2 | 2 | 0 | 0 | 14 | 0  | +14 |
| Molinese     | 3  | 2 | 1 | 0 | 1 | 7  | 7  | 0   |
| Lions Arezzo | 0  | 2 | 0 | 0 | 2 | 2  | 16 | -14 |

| Data    | Incontri              | Risultato |
|         |                       |           |
| 25 set. | Monleale-Molinese     | 5-0       |
| 25 set. | Molinese-Lions Arezzo | 7-2       |
| 25 set. | Monleale-Lions Arezzo | 9-0       |

| Data    | Incontri              | Risultato |
|         |                       |           |
| 25 set. | Monleale-Molinese     | 5-0       |
| 25 set. | Molinese-Lions Arezzo | 7-2       |
| 25 set. | Monleale-Lions Arezzo | 9-0       |

#### Girone F
Il girone F fu disputato il 25 settembre 2011 a Forlì.
| Squadra         | Pt | G | V | N | P | GF | GS | DG  |
| --------------- | -- | - | - | - | - | -- | -- | --- |
| Diavoli Vicenza | 6  | 2 | 2 | 0 | 0 | 20 | 1  | +19 |
| Draghi Torino   | 3  | 2 | 1 | 0 | 1 | 6  | 18 | -12 |
| Libertas Forlì  | 0  | 2 | 0 | 0 | 2 | 3  | 10 | -7  |

| Data    | Incontri                       | Risultato |
|         |                                |           |
| 25 set. | Libertas Forlì-Diavoli Vicenza | 0-5       |
| 25 set. | Diavoli Vicenza-Draghi Torino  | 15-1      |
| 25 set. | Draghi Torino-Libertas Forlì   | 5-3       |

| Data    | Incontri                       | Risultato |
|         |                                |           |
| 25 set. | Libertas Forlì-Diavoli Vicenza | 0-5       |
| 25 set. | Diavoli Vicenza-Draghi Torino  | 15-1      |
| 25 set. | Draghi Torino-Libertas Forlì   | 5-3       |

#### Girone G
Il girone G fu disputato il 25 settembre 2011 a Asiago.
| Squadra 1     | Risultato | Squadra 2            |
| ------------- | --------- | -------------------- |
| Asiago Vipers | 10 - 1    | Raiders Montebelluna |

### Seconda fase a gironi

#### Girone A
Il girone A fu disputato dal 1º al 2 ottobre 2011 a Milano.
| Squadra       | Pt | G | V | N | P | GF | GS | DG  |
| ------------- | -- | - | - | - | - | -- | -- | --- |
| Edera Trieste | 9  | 3 | 3 | 0 | 0 | 26 | 9  | +17 |
| Milano Quanta | 6  | 3 | 2 | 0 | 1 | 16 | 8  | +8  |
| Monleale      | 3  | 3 | 1 | 0 | 2 | 12 | 15 | -3  |
| Cittadella    | 0  | 3 | 0 | 0 | 3 | 7  | 29 | -22 |

| Data    | Incontri                    | Risultato |
|         |                             |           |
| 1º ott. | Milano Quanta-Monleale      | 4-0       |
| 1º ott. | Edera Trieste-Cittadella    | 13-1      |
| 1º ott. | Milano Quanta-Cittadella    | 8-2       |
| 2 ott.  | Edera Trieste-Monleale      | 7-4       |
| 2 ott.  | Cittadella-Monleale         | 4-8       |
| 2 ott.  | Milano Quanta-Edera Trieste | 4-6       |

| Data    | Incontri                    | Risultato |
|         |                             |           |
| 1º ott. | Milano Quanta-Monleale      | 4-0       |
| 1º ott. | Edera Trieste-Cittadella    | 13-1      |
| 1º ott. | Milano Quanta-Cittadella    | 8-2       |
| 2 ott.  | Edera Trieste-Monleale      | 7-4       |
| 2 ott.  | Cittadella-Monleale         | 4-8       |
| 2 ott.  | Milano Quanta-Edera Trieste | 4-6       |

#### Girone B
Il girone B fu disputato dal 1º al 2 ottobre 2011 a Asiago.
| Squadra         | Pt | G | V | N | P | GF | GS | DG  |
| --------------- | -- | - | - | - | - | -- | -- | --- |
| Asiago Vipers   | 7  | 3 | 2 | 1 | 0 | 21 | 6  | +15 |
| Diavoli Vicenza | 5  | 3 | 1 | 2 | 0 | 22 | 9  | +13 |
| Ghosts Padova   | 4  | 3 | 1 | 1 | 1 | 24 | 11 | +13 |
| Catania Flames  | 0  | 3 | 0 | 0 | 3 | 0  | 41 | -41 |

| Data    | Incontri                       | Risultato |
|         |                                |           |
| 1º ott. | Diavoli Vicenza-Ghosts Padova  | 6-6       |
| 1º ott. | Asiago Vipers-Catania Flames   | 13-0      |
| 1º ott. | Asiago Vipers-Diavoli Vicenza  | 3-3       |
| 2 ott.  | Diavoli Vicenza-Catania Flames | 13-0      |
| 2 ott.  | Catania Flames-Ghosts Padova   | 0-15      |
| 2 ott.  | Asiago Vipers-Ghosts Padova    | 5-3       |

| Data    | Incontri                       | Risultato |
|         |                                |           |
| 1º ott. | Diavoli Vicenza-Ghosts Padova  | 6-6       |
| 1º ott. | Asiago Vipers-Catania Flames   | 13-0      |
| 1º ott. | Asiago Vipers-Diavoli Vicenza  | 3-3       |
| 2 ott.  | Diavoli Vicenza-Catania Flames | 13-0      |
| 2 ott.  | Catania Flames-Ghosts Padova   | 0-15      |
| 2 ott.  | Asiago Vipers-Ghosts Padova    | 5-3       |

### Finale
- Gara di andata: 1º novembre 2011 a Trieste
- Gara di ritorno: 6 dicembre 2011 ad Cittadella

| Squadra 1     | Totale | Squadra 2     | Andata | Ritorno |
| ------------- | ------ | ------------- | ------ | ------- |
| Edera Trieste | 18 - 4 | Asiago Vipers | 12 - 2 | 6 - 2   |